# Anatella dentata
Anatella dentata är en tvåvingeart som beskrevs av Zaitzev 1989. Anatella dentata ingår i släktet Anatella och familjen svampmyggor. Arten har ej påträffats i Sverige. Inga underarter finns listade i Catalogue of Life.